# Haplosymploce reversa
Haplosymploce reversa är en kackerlacksart som först beskrevs av Walker, F. 1869.  Haplosymploce reversa ingår i släktet Haplosymploce och familjen småkackerlackor. Inga underarter finns listade i Catalogue of Life.